# Привітненська сільська рада (Золотоніський район)
Приві́тненська сільська́ ра́да — колишня адміністративно-територіальна одиниця та орган місцевого самоврядування в Золотоніському районі Черкаської області. Адміністративний центр — село Привітне.

## Загальні відомості
- Населення ради: 601 особа (станом на 2001 рік)

## Населені пункти
Сільській раді підпорядковані населені пункти:
- с. Привітне
- с-ще Роздол

## Склад ради
Рада складається з 12 депутатів та голови.
- Голова ради: Новак Любов Михайлівна

### Керівний склад попередніх скликань
| Прізвище, ім'я, по батькові | Основні відомості                                                 | Дата обрання | Дата звільнення |
| --------------------------- | ----------------------------------------------------------------- | ------------ | --------------- |
| Черненко Павліна Іванівна   | Сільський голова, 1968 року народження, член Народної партії      | 26.03.2006   | 31.10.2010      |
| Новак Любов Михайлівна      | Сільський голова, 1980 року народження, освіта вища, позапартійна | 31.10.2010   |                 |
| Новак Любов Михайлівна      | Сільський голова, 1980 року народження, освіта вища, позапартійна | 31.10.2010   |                 |

Примітка: таблиця складена за даними сайту Верховної Ради України

### Депутати
За результатами місцевих виборів 2010 року депутатами ради стали:

#### За суб'єктами висування
| Суб'єкт висування            | Кількість обраних депутатів | %    |
| ---------------------------- | --------------------------- | ---- |
| Самовисування                | 6                           | 50   |
| Соціалістична партія України | 5                           | 41,7 |
| Партія регіонів              | 1                           | 8,3  |

#### За округами
| № округу                     | Прізвище, ім'я, по батькові     | Дата визнання обраним | Освіта  | Партійна приналежність             | Відомості про обраного депутата                           |
| ---------------------------- | ------------------------------- | --------------------- | ------- | ---------------------------------- | --------------------------------------------------------- |
| Партія регіонів              |                                 |                       |         |                                    |                                                           |
| 10                           | Золотухін Михайло Митрофанович  | 02.11.2010            | середня | член Партії регіонів               | пенсіонер                                                 |
| Соціалістична партія України |                                 |                       |         |                                    |                                                           |
| 1                            | Новак Любов Михайлівна          | 02.11.2010            | вища    | член Соціалістичної партії України | ПривІтненська сільська рада, секретар Привітненсько ї с/р |
| 3                            | Колісник Галина Данилівна       | 02.11.2010            | вища    | позапартійна                       | с. Привітне, головафермерськогогосподарства               |
| 4                            | Нерущенко Людмила Олександрівна | 02.11.2010            | середня | позапартійна                       | ПривІтненська сільська рада, спеціаліст сільської ради    |
| 7                            | Василенко Людмила Володимирівна | 02.11.2010            | середня | член Соціалістичної партії України | ВАТ"Пальмірацукор", сушильник готової продукції           |
| 9                            | Плис Григорій Федорович         | 02.11.2010            | вища    | член Соціалістичної партії України | пенсіонер                                                 |
| Самовисування                |                                 |                       |         |                                    |                                                           |
| 2                            | Ткаченко Ніна Василівна         | 02.11.2010            | вища    | позапартійна                       | Червоний Хрест-сестра милосердя, сестра милосердя         |
| 5                            | Корнієнко Олександр Степанович  | 02.11.2010            | середня | позапартійний                      | пенсіонер                                                 |
| 6                            | Барчан Галина Михайлівна        | 02.11.2010            | середня | позапартійна                       | ТИП                                                       |
| 8                            | Кушнірьова Тетяна Петрівна      | 02.11.2010            | середня | позапартійна                       | СТОВ «Пальмиравідгодівля», ваговик                        |
| 11                           | Мацкевич Лариса Анатоліївна     | 02.11.2010            | середня | позапартійна                       | Сільська бібліотека с. Привітне, бібліотекар              |
| 12                           | Бєлінський Олег Петрович        | 02.11.2010            | вища    | позапартійний                      | ВАТ «АККиїв-водоканал», різноробочий                      |